# Martin Kelly
Martin Ronald Kelly (Whiston, 27 aprile 1990) è un calciatore inglese, difensore svincolato.

## Carriera

### Club
Proveniente dalle giovanili dei Reds, dopo numerose apparizioni in Champions League, competizione in cui debutta nella vittoria per 3-1 contro il PSV, fa il suo esordio in Premier League il 15 marzo 2010, nella vittoria casalinga per 4-1 sul Portsmouth.

#### Crystal Palace
Il 14 agosto 2014 viene ufficializzato il suo passaggio al Crystal Palace.

### Nazionale
Debutta nella nazionale maggiore il 26 maggio 2012 nell'amichevole contro la Norvegia, subentrando a Phil Jones. Il 3 giugno successivo viene chiamato da Roy Hodgson a sostituire, per la spedizione ad Euro 2012, Gary Cahill, dopo che quest'ultimo, spinto da Dries Mertens contro Joe Hart durante l'amichevole Inghilterra-Belgio, si è fratturato la mascella.

## Statistiche

### Presenze e reti nei club
Statistiche aggiornate al 10 marzo 2021.
| Stagione              | Squadra               | Campionato            | Campionato | Campionato | Coppe nazionali | Coppe nazionali | Coppe nazionali | Coppe continentali | Coppe continentali | Coppe continentali | Altre coppe | Altre coppe | Altre coppe | Totale | Totale |
| Stagione              | Squadra               | Comp                  | Pres       | Reti       | Comp            | Pres            | Reti            | Comp               | Pres               | Reti               | Comp        | Pres        | Reti        | Pres   | Reti   |
| --------------------- | --------------------- | --------------------- | ---------- | ---------- | --------------- | --------------- | --------------- | ------------------ | ------------------ | ------------------ | ----------- | ----------- | ----------- | ------ | ------ |
| 2008-mar. 2009        | Liverpool             | PL                    | 0          | 0          | FACup+CdL       | 0+0             | 0               | UCL                | 1                  | 0                  | -           | -           | -           | 1      | 0      |
| mar.-giu. 2009        | Huddersfield Town     | FL1                   | 7          | 1          | FACup+CdL       | 0+0             | 0               | -                  | -                  | -                  | -           | -           | -           | 7      | 1      |
| 2009-2010             | Liverpool             | PL                    | 1          | 0          | FACup+CdL       | 0+0             | 0               | UCL+UEL            | 1+1                | 0                  | -           | -           | -           | 3      | 0      |
| 2010-2011             | Liverpool             | PL                    | 11         | 0          | FACup+CdL       | 1+1             | 0               | UEL                | 10                 | 0                  | -           | -           | -           | 23     | 0      |
| 2011-2012             | Liverpool             | PL                    | 12         | 0          | FACup+CdL       | 3+5             | 0+1             | -                  | -                  | -                  | -           | -           | -           | 20     | 1      |
| 2012-2013             | Liverpool             | PL                    | 4          | 0          | FACup+CdL       | 0+0             | 0               | UEL                | 3                  | 0                  | -           | -           | -           | 7      | 0      |
| 2013-2014             | Liverpool             | PL                    | 5          | 0          | FACup+CdL       | 2+1             | 0               | -                  | -                  | -                  | -           | -           | -           | 8      | 0      |
| Totale Liverpool      | Totale Liverpool      | Totale Liverpool      | 33         | 0          |                 | 13              | 1               |                    | 16                 | 0                  |             | -           | -           | 62     | 1      |
| 2014-2015             | Crystal Palace        | PL                    | 31         | 0          | FACup+CdL       | 3+0             | 0               | -                  | -                  | -                  | -           | -           | -           | 34     | 0      |
| 2015-2016             | Crystal Palace        | PL                    | 13         | 0          | FACup+CdL       | 1+3             | 1+0             | -                  | -                  | -                  | -           | -           | -           | 17     | 1      |
| 2016-2017             | Crystal Palace        | PL                    | 29         | 0          | FACup+CdL       | 3+2             | 0               | -                  | -                  | -                  | -           | -           | -           | 34     | 0      |
| 2017-2018             | Crystal Palace        | PL                    | 15         | 0          | FACup+CdL       | 1+3             | 0               | -                  | -                  | -                  | -           | -           | -           | 19     | 0      |
| 2018-2019             | Crystal Palace        | PL                    | 13         | 0          | FACup+CdL       | 4+3             | 0               | -                  | -                  | -                  | -           | -           | -           | 20     | 0      |
| 2019-2020             | Crystal Palace        | PL                    | 19         | 0          | FACup+CdL       | 1+1             | 0               | -                  | -                  | -                  | -           | -           | -           | 21     | 0      |
| 2020-2021             | Crystal Palace        | PL                    | 1          | 0          | FACup+CdL       | 0+1             | 0               | -                  | -                  | -                  | -           | -           | -           | 2      | 0      |
| 2021-2022             | Crystal Palace        | PL                    | 0          | 0          | FACup+CdL       | 0+0             | 0               | -                  | -                  | -                  | -           | -           | -           | 0      | 0      |
| Totale Crystal Palace | Totale Crystal Palace | Totale Crystal Palace | 121        | 0          |                 | 26              | 1               |                    | -                  | -                  |             | -           | -           | 147    | 1      |
| Totale carriera       | Totale carriera       | Totale carriera       | 161        | 1          |                 | 39              | 2               |                    | 16                 | 0                  |             | -           | -           | 216    | 3      |

### Cronologia presenze e reti in nazionale
| Cronologia completa delle presenze e delle reti in nazionale ― Inghilterra | Cronologia completa delle presenze e delle reti in nazionale ― Inghilterra | Cronologia completa delle presenze e delle reti in nazionale ― Inghilterra | Cronologia completa delle presenze e delle reti in nazionale ― Inghilterra | Cronologia completa delle presenze e delle reti in nazionale ― Inghilterra | Cronologia completa delle presenze e delle reti in nazionale ― Inghilterra | Cronologia completa delle presenze e delle reti in nazionale ― Inghilterra | Cronologia completa delle presenze e delle reti in nazionale ― Inghilterra |
| Data                                                                       | Città                                                                      | In casa                                                                    | Risultato                                                                  | Ospiti                                                                     | Competizione                                                               | Reti                                                                       | Note                                                                       |
| -------------------------------------------------------------------------- | -------------------------------------------------------------------------- | -------------------------------------------------------------------------- | -------------------------------------------------------------------------- | -------------------------------------------------------------------------- | -------------------------------------------------------------------------- | -------------------------------------------------------------------------- | -------------------------------------------------------------------------- |
| 26-5-2012                                                                  | Oslo                                                                       | Norvegia                                                                   | 0 – 1                                                                      | Inghilterra                                                                | Amichevole                                                                 | -                                                                          | 88’                                                                        |
| Totale                                                                     |                                                                            | Presenze                                                                   | 1                                                                          |                                                                            | Reti                                                                       | 0                                                                          |                                                                            |

## Palmarès

### Club

#### Competizioni nazionali
- Coppa di Lega inglese: 1

Liverpool: 2011-2012